# Karel Sedláček (fotbalista)
Karel Sedláček (3. července 1933 – 7. dubna 2017) byl český fotbalista, útočník.

## Fotbalová kariéra
V lize hrál za Baník Ostrava a Tankistu Praha. V československé lize nastoupil ve 123 utkáních a dal 23 gólů. Za juniorskou reprezentaci nastoupil ve 2 utkáních a za reprezentační B-tým nastoupil v 1 utkání.

## Ligová bilance
| Ročník                                    | Zápasy | Góly | Klub           |
| ----------------------------------------- | ------ | ---- | -------------- |
| Mistrovství československé republiky 1952 | 15     | 4    | OKD Ostrava    |
| Přebor československé republiky 1953      | 13     | 2    | Baník Ostrava  |
| Přebor československé republiky 1954      | 14     | 1    | Baník Ostrava  |
| Přebor československé republiky 1955      | 20     | 4    | Tankista Praha |
| 1. československá fotbalová liga 1956     | 4      | 2    | Baník Ostrava  |
| 1. československá fotbalová liga 1957/58  | 24     | 5    | Baník Ostrava  |
| 1. československá fotbalová liga 1958/59  | 21     | 5    | Baník Ostrava  |
| 1. československá fotbalová liga 1959/60  | 12     | 0    | Baník Ostrava  |
| CELKEM                                    | 123    | 23   |                |